# Devil Doll
Pour les articles homonymes, voir Devil Doll (groupe américain) et Devil Doll (homonymie).
Devil Doll est un groupe de rock expérimental italo-slovène, originaire de Venise. Il est formé en 1987 par le mystérieux Mr. Doctor. 
Le groupe acquiert un véritable culte, en prenant des influences de rock gothique, classique et musique populaire slave, et mené par le sprechgesang de Mr. Doctor lui-même. Il se distingue par de très longues épopées, de plus de 20 minutes,.

## Biographie

### The Mark of the Beast(1987)
Mr. Doctor recrute les membres de Devil Doll par le biais d'une annonce disant : « Plus un homme est dominé par la raison, moins il est susceptible de devenir grand : seulement une minorité peut achever la grandeur - personne en art - si elle est dominée par l'illusion. » À l'origine, deux line-up sont formés, l'une à Venise en Italie et l'autre à Ljubljana en Yougoslavie.
Le premier opus de Devil Doll s'intitule The Mark of the Beast, enregistré au Studio Tivoli, à Ljubljana, vers la fin de 1987. Parmi les techniciens du son participent Jurij Toni (plus connu pour son travail avec Laibach), qui travaillera avec le groupe pour les dix prochaines années. The Mark of the Beast est terminé, et un seul exemplaire pressé, en février 1988. La couverture de l'album est peinte par Mr. Doctor lui-même, qui a gardé l'album dans sa maison. Aucune autre copie n'existe : « Il s'agit d'une peinture, pas d'un travail graphique. » Quelques passages de l'album, cependant, réapparaîtraient dans les futurs albums de Devil Doll.

### The Girl Who Was... Death(1987–1988)
Plus tard la même année, le travail sur une seconde composition commence. Cet opus, intitulé The Girl Who Was... Death, est inspiré par la série télévisée britannique de 1967 Le Prisonnier. 500 exemplaires de l'album sont à l'origine pressés, au début de 1989, dont seulement 150 sont sortis. Ils sont distribués dans le public pendant la deuxième performance live de la composition (la première avait eu lieu avant le pressage de l'album), chacun avec un livret unique créée par Mr. Doctor. Certains de ces livrets sont écrits avec son propre sang. Les 350 autres exemplaires de l'album sont détruits par Mr. Doctor une fois de retour chez lui.

### Eliogabalus(1989–1991)
En 1989, Mr. Doctor commence le travail sur trois compositions différentes : The Black Holes of My Mind, la composition incorporant des citations ésotériques et des messages subliminaux ; Mr. Doctor Sings Hanns Eisler, une interprétation de quatre morceaux du compositeur allemand Hanns Eisler, et Eliogabalus, inspiré par Héliogabalus: ou l'anarchiste couronné d'Antonin Artaud. Mr. Doctor Sings Hanns Eisler n'est jamais publié, et les deux autres compositions, en raison de restrictions budgétaires, sont écourtées pour tenir sur un vinyle, nommé Eliogabalus. La version abrégée du The Black Holes of My Mind est rebaptisée Mr. Doctor pour cette version, tandis que Eliogabalus conservé son nom. Eliogabalus est publié en 1990, en trois pressages différents, l'un de 50 et deux de 900 exemplaires. L'un des pressages de 900 était sur CD.

### Sacrilegium(1991–1993)
En 1991, les deux line-up de Devil Doll sont combinés en un seul, et en décembre, Francesco Carta est intégré comme nouveau pianiste, pour entrer au Studio Tivoli et enregistrer Sacrilegium. Sacrilegium est publié en mai 1992. Il est sorti uniquement sur CD, mais fan club de Devil Doll publie 900 exemplaires numérotés avec des livrets par Mr. Doctor et Adriana Marac.
En janvier de l'année suivante, 1992, la bande son d'un film par Mr. Doctor, The Sacrilege of Fatal Arms, est publié. Les 900 exemplaires sont vendus en 72 heures. En mars, le batteur Roberto Dani quitte le groupe, et est remplacé par le slovène Roman Ratej.

### Dies Irae(1993–1996)
En juillet 1993, Devil Doll entre au Studio Tivoli pour l'enregistrement deThe Day of Wrath - Dies Irae. Lors d'une session de mixage, le studio prend feu. Jurij Toni et Mr. Doctor réussissent à s'échapper, bien que Toni ait fini par être hospitalisé pendant plusieurs jours. Mr. Doctor refuse de réenregistrer l'album, et les rumeurs d'une scission ont commencé à circuler. 20 exemplaires d'un livre contenant la partition de The Day of Wrath - Dies Irae, ainsi qu'une cassette de l'enregistrement non mixé sont quand même publiés.
À la fin de 1994, Mr. Doctor accepte finalement de réenregistrer Dies irae. L'enregistrement commence en janvier 1995 dans les studios Akademik. Devil Doll est accompagné par l'Orchestre Philharmonique Slovène, dont le membre du groupe Sasha Olenjuk était le chef et premier violon. Plus tard, Norina Radovan, une croate soprano, est recrutée pour chanter en duo avec Mr. Doctor sur l'album. L'enregistrement a été publié en février 1996, c'est la seule composition de plusieurs pistes (Eliogabalus contient deux pistes, mais ce sont deux compositions différentes censées sortir sur deux albums distincts). En 2018, un vinyle de Dies irae se vendra à 800 euros aux enchères.

### Inactivité (depuis 1997)
Un dernier album, The Day of Wrath, musique du second des films de Mr. Doctor, du même nom, est prévue pour la fin de 1997, mais n'a jamais été publié. Alors que Devil Doll n'a jamais été officiellement dissous, rien n'est publié depuis Dies irae. En 2004, des réclamations ont été collectées par un fan pour demander à Mr. Doctor de produire à nouveau. Les lettres ont été imprimées dans un livre nommé Un millier de lettres à Mr. Doctor. Ce dernier répond à l'effort en 2005, et envoie au fan, qui a collecté ces demandes, un cadeau de choix. Ce don est un exemplaire personnel de Mr. Doctor (le numéro 1) de Sacrilegium, dans un livret en cuir avec un mot signé et une simple mention écrite à la main, Stupéfiant.
En 2007, Mr. Doctor publie un livre intitulé 45 Revolutions, sorti chez Hurdy Gurdy Books, une branche du label Hurdy Gurdy, du fan club. Il y révèle son vrai nom : Mario Panciera. La promotion du livre indiquait : 45 Revolutions est le livre ultime à propos du punk, mod, power pop, new wave, NWOBHM, et des singles indépendants sortis au Royaume-Uni et en Irlande entre la fin de 1976, et la fin de 1979. Vingt ans de travail, 1 173 pages, 4 550 photos en couleurs, 2885 photos noir et blanc. Des détails sur plus de 3 000 singles par plus de 2 000 artistes. Disponible uniquement en cartonné de qualité ».
À la fin de 2008, Mr. Doctor donne également une interview au magazine Burrn!, expliquant l'histoire des cinq albums de Devil Doll et de leur nouvelle sortie (et remastering) sur le label japonais Belle Antique. Il révèle  continuer à écrire et à enregistrer la musique de Devil Doll. Il avait déjà expliqué que 700 minutes d'enregistrement supplémentaire restaient non publiées de la session de Dies irae. Mais il aurait perdu tout intérêt à publier ses compositions. Il parle aussi de son inspiration, de ses influences, ainsi que de sa formation en droit et en criminologie.
Mr. Doctor a également signé et numéroté à la main 50 des 100 coffrets CD remasterisés sold-out, dont 30 ont été vendus à des membres du fan club.

## Membres

### Derniers membres
- Mr. Doctor - chant
- Francesco Carta - piano
- Sasha Olenjuk - violon
- Bor Zuljan - guitare
- Jani Hace - basse
- Roman Ratej - batterie
- Davor Klaric - claviers
- Michel Fantini Jesurum - orgue

### Anciens membres
- Edoardo Beato - piano
- Katia Giubbilei - violon
- Albert Dorigo - guitare
- Rick Bosco - basse
- Roberto Dani - batterie
- Lucko Kodermac - batterie

## Discographie
- 1988 : The Mark of the Beast (copie unique)
- 1989 : The Girl Who Was... Death
- 1990 : Eliogabalus
- 1992 : Sacrilegium
- 1993 : The Sacrilege of Fatal Arms
- 1996 : Dies irae